# Technotronic
Technotronic est un groupe belge de dance. Avec les sonorités rap et même acid house qui constituent sa marque de fabrique, on peut dire que le groupe, sans être un précurseur de la hip-house, a grandement contribué à populariser ce sous-genre en Europe.
Son producteur belge, Jo Bogaert, également connu sous les pseudonymes de Thomas de Quincey ou Nux Nemo, a commencé ses productions dans un grenier d'une maison de la banlieue de Bruxelles.

## Historique
En 1989, le groupe se fait connaître par le tube Pump Up the Jam qui rencontre un succès planétaire (4 millions de singles vendus). Le single s'écoule à 224 000 exemplaires en France et est certifié disque d'argent. Sur le plan musical, ce morceau reprend la ligne de basse et la rythmique d'Acid Life (Farley « Jackmaster » Funk) ainsi que les nappes de cordes synthétiques de Move Your Body (Marshall Jefferson). Sur scène et dans le clip, le titre était chanté en playback par le mannequin Felly Kilingi.
La chanteuse Ya Kid K (de son vrai nom Manuela Kamosi) ne s'est fait connaître qu'à leur deuxième titre Get Up! (Before the Night Is Over). Le groupe a ensuite enchaîné quelques hits, dont This Beat Is Technotronic, Rockin' Over The Beat, Move That Body, Turn It Up, avec des line-up différents (Reggie, MC Eric, Merlin, Melissa & Einstein…).
En 1990, Technotronic assure la première partie de toute la tournée européenne de Madonna.
Technotronic a également sorti un album de remixes effectués par des DJ prestigieux dont notamment Shep Pettibone, Bernard Sumner (chanteur de New Order), The Unity Mixers (Patrick Samoy et Luc Rigaux), David Morales ou encore Todd Terry.
Le groupe revient au-devant de la scène en 1999 avec le titre Like This puis The G-Train en 2000 et The Mariachi en 2001.
En 2006, Global Deejays s'unit au groupe belge en remixant Get Up, réalisant même un nouveau vidéoclip en reprenant quelques images du précédent. Cette chanson connait un grand succès pendant l'année 2007.

## Discographie

### Albums studio
| Pump Up the Jam: The Album                                         | - Sortie : 28 novembre 1989 - Label : ARS Productions - Formats : CD  | 22 | 3  | 10 | 16 | 18 | 4  | 17 | 2  | 10 | - Canada MC : 4× Platine - Royaume-Uni BPI : Platine |
| Trip on This                                                       | - Sortie : 18 septembre 1990 - Label : ARS Productions - Formats : CD | 50 | —  | —  | —  | —  | —  | —  | 7  | —  | - Canada MC : Or - Royaume-Uni BPI : Argent          |
| Body to Body                                                       | - Sortie : 1991 - Label: Transistor Music - Formats: CD               | —  | 25 | 42 | —  | —  | 17 | —  | 27 | —  |                                                      |
| The Greatest Hits                                                  | - Sortie : 25 octobre 1993 - Label : ARS Productions - Formats : CD   | 48 | —  | —  | —  | —  | —  | —  | —  | —  |                                                      |
| Recall                                                             | - Sortie : 1995 - Label : ARS Productions - Formats : CD              | —  | —  | —  | —  | —  | —  | —  | —  | —  |                                                      |
| "—" signifie que le single n'est pas sorti ou classé dans le pays. |                                                                       |    |    |    |    |    |    |    |    |    |                                                      |

### Singles
| Année                                                              | Single                                                  | Meilleure position | Meilleure position | Meilleure position | Meilleure position | Meilleure position | Meilleure position | Meilleure position | Meilleure position | Meilleure position | Meilleure position | Meilleure position | Meilleure position | Meilleure position | Certifications                                                           | Album                       |
| Année                                                              | Single                                                  | Australie          | Autriche           | France             | Allemagne          | Irlande            | Pays-Bas           | Norvège            | Nouvelle-Zélande   | Suisse             | Suède              | Royaume-Uni        | États-Unis         | Belgique           | Certifications                                                           | Album                       |
| ------------------------------------------------------------------ | ------------------------------------------------------- | ------------------ | ------------------ | ------------------ | ------------------ | ------------------ | ------------------ | ------------------ | ------------------ | ------------------ | ------------------ | ------------------ | ------------------ | ------------------ | ------------------------------------------------------------------------ | --------------------------- |
| 1989                                                               | Pump Up the Jam (featuring Felly)                       | 4                  | 2                  | 7                  | 2                  | —                  | 2                  | 5                  | 4                  | 2                  | 4                  | 2                  | 2                  | 1                  | - Pays-Bas NVPI : Or - Royaume-Uni BPI : Or - États-Unis RIAA : Platine  | Pump Up the Jam - The Album |
| 1990                                                               | Get Up! (Before the Night Is Over) (featuring Ya Kid K) | 7                  | 2                  | 2                  | 2                  | 2                  | 2                  | 6                  | 7                  | 1                  | 4                  | 2                  | 7                  | 1                  | - France SNEP : Argent - Royaume-Uni BPI : Argent - États-Unis RIAA : Or | Pump Up the Jam - The Album |
| 1990                                                               | This Beat Is Technotronic (featuring MC Eric)           | 27                 | —                  | 18                 | 10                 | 5                  | 7                  | —                  | 38                 | 8                  | —                  | 14                 | —                  | 7                  |                                                                          | Pump Up the Jam - The Album |
| 1990                                                               | Spin That Wheel (featuring Ya Kid K)                    | 5                  | —                  | —                  | —                  | —                  | 24                 | —                  | 10                 | —                  | —                  | —                  | —                  | —                  |                                                                          | Pump Up the Jam - The Album |
| 1990                                                               | Rockin' Over the Beat                                   | —                  | —                  | 20                 | 18                 | 11                 | —                  | —                  | —                  | 10                 | —                  | 9                  | 95                 | 16                 |                                                                          | Pump Up the Jam - The Album |
| 1990                                                               | Megamix                                                 | 13                 | —                  | 10                 | 9                  | 4                  | 18                 | —                  | —                  | 7                  | —                  | 6                  | —                  | 8                  |                                                                          | Trip on This - The Remixes  |
| 1990                                                               | Turn It Up (featuring Melissa and Einstein)             | —                  | —                  | 33                 | —                  | 26                 | —                  | —                  | —                  | —                  | —                  | 42                 | —                  | 39                 |                                                                          | Trip on This - The Remixes  |
| 1991                                                               | Move That Body (featuring Reggie)                       | —                  | —                  | 25                 | 19                 | 3                  | 38                 | —                  | —                  | 10                 | 33                 | 12                 | —                  | 18                 |                                                                          | Body to Body                |
| 1991                                                               | Work (featuring Reggie)                                 | —                  | —                  | —                  | —                  | 12                 | —                  | —                  | —                  | 24                 | —                  | 40                 | —                  | 21                 |                                                                          | Body to Body                |
| 1991                                                               | Money Makes the World Go Round (featuring Reggie)       | —                  | —                  | —                  | —                  | —                  | —                  | —                  | —                  | —                  | —                  | —                  | —                  | —                  |                                                                          | Body to Body                |
| 1992                                                               | Move This (featuring Ya Kid K)                          | —                  | —                  | —                  | —                  | —                  | —                  | —                  | —                  | —                  | —                  | —                  | 6                  | —                  |                                                                          | The Greatest Hits           |
| 1993                                                               | Hey Yoh, Here We Go (featuring Ya Kid K)                | —                  | —                  | —                  | —                  | —                  | —                  | —                  | —                  | —                  | —                  | —                  | —                  | 48                 |                                                                          | The Greatest Hits           |
| 1994                                                               | One Plus One                                            | —                  | —                  | —                  | —                  | —                  | —                  | —                  | —                  | —                  | —                  | —                  | —                  | —                  |                                                                          | The Greatest Hits           |
| 1994                                                               | Move It to the Rhythm (featuring Ya Kid K)              | —                  | —                  | 86                 | —                  | —                  | —                  | —                  | —                  | —                  | —                  | 83                 | 50                 |                    | Recall                                                                   |                             |
| 1995                                                               | Recall (featuring Ya Kid K)                             | —                  | —                  | —                  | —                  | —                  | —                  | —                  | —                  | —                  | —                  | —                  | —                  | —                  | Recall                                                                   |                             |
| 1995                                                               | I Want You By My Side                                   | —                  | —                  | —                  | —                  | —                  | —                  | —                  | —                  | —                  | —                  | —                  | —                  | 31                 | Recall                                                                   |                             |
| 1996                                                               | Pump Up the Jam - The '96 Sequel (featuring Ya Kid K)   | —                  | —                  | —                  | —                  | —                  | —                  | —                  | —                  | —                  | —                  | 36                 | —                  | —                  |                                                                          | Singles seulement           |
| 1996                                                               | Crazy                                                   | —                  | —                  | —                  | —                  | —                  | —                  | —                  | —                  | —                  | —                  | —                  | —                  | —                  |                                                                          | Singles seulement           |
| 1998                                                               | Get Up - The '98 Sequel                                 | —                  | —                  | —                  | 91                 | —                  | —                  | —                  | —                  | —                  | —                  | —                  | —                  | —                  |                                                                          | Singles seulement           |
| 1998                                                               | Pump Up the Jam (sous D.O.N.S. featuring Technotronic)  | —                  | 34                 | —                  | —                  | 25                 | —                  | —                  | —                  | —                  | —                  | —                  | —                  | —                  |                                                                          | Singles seulement           |
| 1999                                                               | Like This (ft. Monday Midnight)                         | —                  | —                  | —                  | —                  | —                  | —                  | —                  | —                  | —                  | —                  | —                  | —                  | 6                  |                                                                          | Singles seulement           |
| 2000                                                               | The G-Train (ft. Monday Midnight)                       | —                  | —                  | —                  | —                  | —                  | —                  | —                  | —                  | —                  | —                  | —                  | —                  | 25                 |                                                                          | Singles seulement           |
| 2001                                                               | The Mariachi (ft. Ya Kid K)                             | —                  | —                  | —                  | —                  | —                  | —                  | —                  | —                  | —                  | —                  | —                  | —                  | 27                 |                                                                          | Singles seulement           |
| 2005                                                               | Pump Up The Jam 2005 (sous D.O.N.S. feat. Technotronic) | —                  | —                  | —                  | —                  | —                  | 43                 | —                  | —                  | —                  | —                  | —                  | —                  | 46                 |                                                                          | Singles seulement           |
| "—" Signifie que le single n'est pas classé ou sorti dans le pays. |                                                         |                    |                    |                    |                    |                    |                    |                    |                    |                    |                    |                    |                    |                    |                                                                          |                             |